# Chloridoideae
Sous-famille
Classification APG III (2009)
Les Chloridoideae sont une sous-famille de la famille des Poaceae (Graminées).
| Tribus           | Genres |
| ---------------- | --- |
| Orcuttieae       | Neostapfia, Orcuttia, Tuctoria |
| Pappophoreae     | Cottea, Enneapogon, Kaokochloa, Pappophorum, Schmidtia |
| Triodieae        | Monodia, Plectrachne, Symplectrodia, Triodia |
| Groupe principal | Acamptoclados, Acrachne, Aegopogon, Aeluropus, Afrotrichloris, Allolepis, Apochiton, Astrebla, Austrochloris, Bealia (genus), Bewsia, Blepharidachne, Blepharoneuron, Bouteloua, Brachyachne, Brachychloa, Buchloë, Buchlomimus, Calamovilfa, Catalepis, Cathestechum, Chaetostichium, Chaboissaea, Chloris, Chrysochloa, Cladoraphis, Coelachyropsis, Coelachyrum, Craspedorhachis, Crypsis, Ctenium, Cyclostachya, Cynodon, Cypholepis, Dactyloctenium, Daknopholis, Dasyochloa, Decaryella, Desmostachya, Diandrochloa, Dignathia, Dinebra, Diplachne, Distichlis, Drake-Brockmania, Ectrosia, Ectrosiopsis, Eleusine, Enteropogon, Entoplocamia, Eragrostiella, Eragrostis, Erioneuron, Eustachys, Farrago, Fingerhuthia, Gouinia, Griffithsochloa, Gymnopogon, Halopyrum, Harpachne, Harpochloa, Heterachne, Heterocarpha, Hilaria, Hubbardochloa, Indopoa, Ischnurus, Jouvea, Kampochloa, Kengia, Leptocarydion, Leptochloa, Leptochloöpsis, Leptothrium, Lepturella, Lepturidium, Lepturopetium, Lepturus, Lintonia, Lophacme, Lopholepis, Lycurus, Melanocenchris, Microchloa, Monanthochloe, Monelytrum, Mosdenia, Muhlenbergia, Munroa, Myriostachya, Neeragrostis, Neesiochloa, Neobouteloua, Neostapfiella, Neyraudia, Ochthochloa, Odyssea, Opizia, Orinus, Oropetium, Oxychloris, Pentarrhaphis, Pereilema, Perotis, Piptophyllum, Planichloa, Pogonarthria, Pogoneura, Pogonochloa, Polevansia, Pommereulla, Pringleochloa, Psammagrostis, Pseudozoysia, Psilolemma, Pterochloris, Redfieldia, Reederochloa, Rendlia, Richardsiella, Saugetia, Schaffnerella, Schedonnardus, Schenckochloa, Schoenefeldia, Sclerodactylon, Scleropogon, Silentvalleya, Soderstromia, Sohnsia, Spartina, Sporobolus, Steirachne, Stiburus, Swallenia, Tetrachaete, Tetrachne, Tetrapogon, Thellungia, Tragus, Trichoneura, Tridens, Triplasis, Tripogon, Triraphis, Uniola, Urochondra, Vaseyochloa, Vietnamochloa, Viguierella, Willkommia, Zoysia |